# 岡薩雷斯縣 (德克薩斯州)
岡薩雷茲郡（英語：Gonzales County）是美國德克薩斯州南部的一個縣。面積2,771平方公里。根據美國2000年人口普查，共有人口18,628人。縣治岡薩雷斯（Gonzales）。
成立於1836年3月17日，縣政府成立於1837年，是最早的二十三個縣之一。本縣紀念科阿韋拉和德克薩斯州州長拉斐爾·岡薩雷茲。。